# Julikrisen
Julikrisen var en række indbyrdes forbundne diplomatiske og militære optrapninger blandt Europas stormagter i midten af 1914, som førte til udbruddet af 1. verdenskrig. Den begyndte den 28. juni 1914, da den bosnisk-serbiske nationalist Gavrilo Princip myrdede ærkehertug Franz Ferdinand (den formodet arving til den østrig-ungarske trone) og hans hustru Sophie, hertuginde af Hohenberg. Et komplekst netværk af alliancer, kombineret med fejlberegninger fra talrige politiske og militære ledere (som enten anså krig for at være i deres bedste interesse, eller følte at en generel krig ikke ville opstå), resulterede i et udbrud af fjendtligheder blandt de fleste af de store europæiske stater i begyndelsen af august 1914.
Efter mordet på Franz Ferdinand forsøgte Østrig-Ungarn at påføre Serbien et militært nederlag for at demonstrere sin egen styrke og dæmpe serbisk støtte til jugoslavisk nationalisme, som det anså for en trussel mod dets multinationale imperium. Wien – der dog var på vagt over for Ruslands reaktion (en stor støtte af Serbien) – søgte en garanti fra sin allierede, Tyskland, om at Berlin i enhver konflikt ville støtte Østrig-Ungarn. Tyskland garanterede sin støtte gennem, hvad der blev kendt som "den blanke check", men opfordrede samtidig Østrig-Ungarn til at angribe hurtigt for at holde krigen lokalt og undgå at trække Rusland ind. De østrig-ungarske ledere ville dog drøfte situationen frem til midten af juli, før de besluttede at give Serbien et hårdt ultimatum, og de ville ikke angribe uden en fuld mobilisering af hæren. I mellemtiden mødtes Frankrig med Rusland, hvor de genbekræftede deres alliance og blev enige om, at de ville støtte Serbien mod Østrig-Ungarn i tilfælde af krig.
Østrig-Ungarn fremsatte sit ultimatum til Serbien den 23. juli. Rusland beordrede en hemmelig (som dog blev bemærket) delvis mobilisering af sine væbnede styrker. Selvom Ruslands militære ledelse vidste, at de ikke var stærke nok til krig, mente de, at den østrig-ungarske klage mod Serbien var et påskud orkestreret af Tyskland, og anså en kraftfuld reaktion som den bedste fremgangsmåde. Ruslands delvise mobilisering – den første store militære handling, der ikke blev foretaget af en direkte deltager i konflikten mellem Østrig-Ungarn og Serbien – øgede Serbiens vilje til at trodse truslen om et østrig-ungarsk angreb. Mobiliseringen alarmerede også den tyske ledelse, som ikke havde forudset behovet for at kæmpe mod Rusland før Frankrig.
Selvom Storbritannien semi-formelt var allieret med Rusland og Frankrig, så mange britiske ledere ingen grund til at blive militært involveret. Storbritannien fremsatte gentagne tilbud om at mægle, og Tyskland kom med forskellige løfter for at forsøge at sikre britisk neutralitet. Af frygt for muligheden af, at Tyskland ville løbe Frankrig over ende, trådte Storbritannien dog ind i krigen mod dem den 4. august og brugte den tyske invasion af Belgien som årsag til at mobilisere folkelig støtte. I begyndelsen af august var den tilsyneladende årsag til den væbnede konflikt – mordet på en østrig-ungarsk ærkehertug – allerede blevet en sidebemærkning til en større europæisk krig.